# كريست نوفوسيليك
كريست أنتوني نوفوسيليك (بالإنجليزية: Chris Novoselic)‏ (كرواتية Novoselić) (ولد في 16 مايو 1965) هو موسيقي روك أمريكي. كان عازف غيتار الباص والمشارك في تأسيس فرقة الغرنج نيرفانا. بعد انفصال الفرقة إثر وفاة المغني الرئيسي كيرت كوبين، قام نوفوسيليتش بتأسيس فرقة سويت 75 وفرقة آيز أدريفت، وأصدر ألبوم واحد مع كل من الفرقتين. من عام 2006 لعام 2009 قام نوفوسيليتش بالعزف في فرقة البانك فليبر، في 2011 شارك بالعزف على الباص والأكورديون في أغنية «أي شود هاف نو» في ألبوم الإستديو ويستينغ لايت لفرقة فو فايترز.

## وصلات خارجية
- كريست نوفوسيليك على موقع IMDb (الإنجليزية)
- كريست نوفوسيليك على موقع الموسوعة البريطانية (الإنجليزية)
- كريست نوفوسيليك على موقع ألو سيني (الفرنسية)
- كريست نوفوسيليك على موقع ميوزك برينز (الإنجليزية)
- كريست نوفوسيليك على موقع رولينغ ستون (الإنجليزية)
- كريست نوفوسيليك على موقع إن إن دي بي (الإنجليزية)
- كريست نوفوسيليك على موقع أول ميوزيك (الإنجليزية)
- كريست نوفوسيليك على موقع ديسكوغز (الإنجليزية)
- كريست نوفوسيليك على موقع قاعدة بيانات الفيلم (الإنجليزية)